# Acanthurus leucosternon
Acanthurus leucosternon Bennett, 1833, conosciuto comunemente come Pesce chirurgo dalla gola bianca, è un pesce d'acqua salata appartenente alla famiglia Acanthuridae.

## Distribuzione e habitat
Lo si può trovare presso le acque cristalline e poco profonde delle barriere coralline dell'Oceano Indiano e vicino alle coste del Pacifico occidentale. Preferiscono le acque con temperature comprese dai 23° e i 28°.

## Descrizione
Il suo corpo ovale è scandito da una livrea azzurro acceso, schiacciato ai fianchi. La pinna dorsale è gialla, eccetto un piccolo margine bianco. Le pinne anali e pelviche sono bianche. La testa si presenta totalmente nera con sfumature ai margini bianche. Gli avannotti e gli adulti non differiscono nella livrea durante la crescita, a differenza della maggior parte dei membri dello stesso genere. Può raggiungere i 25 cm di lunghezza.

## Comportamento
Forma piccoli gruppi, ma può essere trovato anche singolarmente. 

## Riproduzione
Forma coppie monogame.

## Alimentazione
È onnivoro, predilige le alghe bentoniche. 

## Acquariofilia
La sua splendida livrea fa di A. leucosternon un pesce molto richiesto e allevato dagli appassionati di acquariofilia. Ciò nonostante, la sua suscettibilità e la sua delicatezza, rendono l'allevamento di quest'ultimo molto complesso da parte dei neofiti e non solo. Nei paesi di origine viene insidiato in modo massiccio con retini o addirittura con veleni che lo stordiscono e che rendono la sua resistenza labile.